# Mehmet Haberal

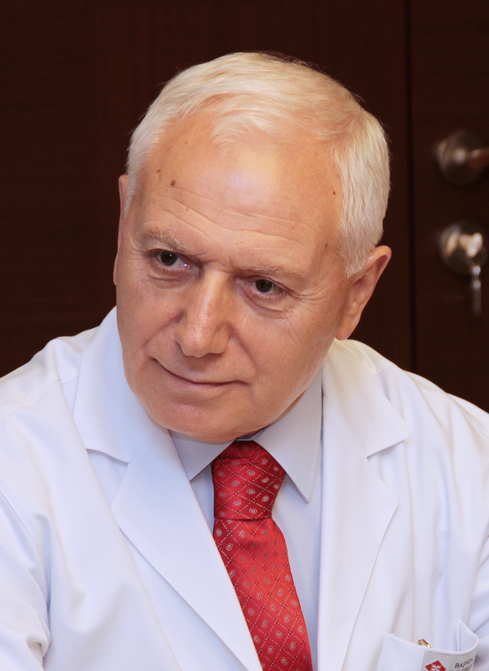
Mehmet Haberal

Mehmet Haberal (* 1944 in Subaşı, Pazar, Rize) ist ein türkischer Autor, Doktor der Medizin, Hochschullehrer, Universitätsdekan und Parlamentsabgeordneter.

## Leben

### Ausbildung und wissenschaftliche Karriere
1967 absolvierte Haberal die medizinische Fakultät der Universität Ankara und anschließend bis 1971 die Facharztausbildung Chirurgie. 1973 spezialisierte er sich in Galveston in den Vereinigten Staaten am Shriners Brand Institut und am John Seally Krankenhaus auf Verbrennungskrankheiten. Von 1974 bis 1975 spezialisierte er sich auf Transplantationsmedizin. 1975 gründete er an der Hacettepe-Universität in der Chirurgieabteilung ein Zentrum für Transplantation und Brandwundenbehandlung. Am 3. November desselben Jahres gelang ihm dort die erste Nierentransplantation von einem Lebendspender in der Türkei. Des Weiteren wurde er zum Nationalen Vertreter für die International Society for Burn Injuries (dt.: Internationale Gesellschaft für Brandverletzungen) gewählt. 1976 wurde er zum Dozenten. Am 10. Oktober 1978 machte er die erste Nierentransplantation in der Türkei mit Hilfe der Eurotransplant, die den Spender bereitstellte. 1979 veranlasste er den Angaben seiner persönlichen Webseite zufolge die Verabschiedung des Gesetzes mit der Nummer 2238 zur Organ- und Hauttransplantation. Der erste Nationale medizinische Brandkongress wurde von ihm am 26. und 27. Mai organisiert. Am 27. Juli machte er die erste Nierentransplantation der Türkei mit einem einheimischen Kadaverspender.
1980 gründete er den Türkiye Organ Nakli ve Yanık Tedavi Vakfı (dt.: Türkische Stiftung für Organtransplantation und Brandbehandlung). 1982 gründete er für die von ihm initiierte Stiftung das erste Dialysezentrum der Türkei. Im selben Jahr wurde er Professor und Vorstandsmitglied der internationalen Gesellschaft für Brandverletzungen und ihr Vertreter für die Region Östliches Mittelmeer. 1983 organisierte er den ersten Organtransplantationskongress der Türkei in Ankara. Im selben Jahr gelang es ihm weltweit erstmals, die Konservierung von Spendernieren von 36 Stunden auf bis zu 111 Stunden zu verlängern. Der Preis für medizinische Leistungen des Jahres 1983 der Sedat Semavi-Stiftung wurde ihm verliehen. Haberal war 1984 eines der Gründungsmitglieder des Mediterranean Burns Club und der Stiftung des Nahen Ostens für Dialyse und Organtransplantationen. Zwischen dem 17. bis 20. November organisierte er den ersten Kongress dieser Stiftung. Am 16. September eröffnete er das von ihm gegründete Krankenhaus der türkischen Stiftung für Organtransplantation und Brandbehandlung. Im selben Jahr bekam er den Everett-Idris-Evans-Spezialpreis der amerikanischen Brandverletzungenvereinigung verliehen. 1986 wurde er zum stellvertretenden Generalsekretär der internationalen Gesellschaft für Brandverletzungen gewählt. Weiter gründete er 1986 die Haberal Eğitim Vakfı (dt.: Haberal Ausbildungs Stiftung), die seitdem an mehr als 5000 Schüler Stipendien verteilt hat. 1986 war auch das Jahr, in dem er Mitglied der Fellows of the American college of Surgeons wurde. 1987 war Haberal der Gründungspräsident des Vereins für Organtransplantationen im Mittleren Osten. 1988 organisierte er den ersten Kongress des gleichen Vereins in der Türkei. Am 8. Dezember 1988 gelang ihm die erste Lebertransplantation vom Kadaverspender in der Türkei.
1990 wurde er Gründungspräsident des türkischen Vereins für Organtransplantation und am 15. März gelang ihm die erste Leberteiltransplantation von einem Lebendspender in Europa an einem Kind. Am 24. April desselbigen Jahres schaffte er die erste Leberteiltransplantation von einem Lebendspender an einem Erwachsenen in der Türkei. Am 16. Mai führte er die erste Nieren- und Leberteiltransplantation von einem Lebendspender an einem Erwachsenen in der Türkei durch. Im gleichen Jahr wurde er in die Akademie der Wissenschaften New Yorks aufgenommen. 1993 gründete er zusammen mit der Türkischen Stiftung für Organtransplantation und Brandbehandlung und seiner Ausbildungsstiftung die Başkent-Universität in Ankara zu der 11 Fakultäten und ein Therapie- und Rehabilitationszentrum gehören. 1994 gründete er das zur Universität gehörende und nach Atatürks Mutter Zübeyde benannte Forschungszentrum in Izmir. 1995 gründete er den Brandwunden- und Brandkatastrophenverein der Türkei. 1998 gründete er das erste Dialysezentrum in der türkischen Provinz in Yalova und ein zur Başkent-Universität gehörendes Krankenhaus in Adana. Weiter gründete er im selben Jahr den Brandwunden- und Brandkatastrophenverein für den Nahen Osten. 1999 gründete er eine zur Başkent-Universität gehörende Schule namens Ayşeabla.
2000 gründete er in Alanya und in Ankara zur Başkent-Universität gehörende Krankenhäuser. 2000 bekam Haberal auch den Millenniumspreis der Internationalen Gesellschaft für Brandverletzungen für seine Verdienste um die Organtransplantation auf einem Kongress in Rom verliehen. 2002 gründete er ein weiteres zur Başkent-Universität gehörendes Krankenhaus in Adana. Weiter gründete er in dem Jahr den Verein für Klinische Versuche und Forschung. 2003 wurde er Ehrenmitglied der American Surgial Association (dt.: Amerikanische Gesellschaft für Chirurgie) und gründete in Konya ein Krankenhaus für die Başkent-Universität. 2004 wurde er Mitglied der Academy of Surgical Research (dt.: Akademie für Chirurgische Forschung) und gründete den Fernsehkanal B, das Radio BAşkent und die Nachrichtenagentur Başkent Haber Ajansı. Auf dem Kongress im Jahre 2004 der internationalen Gesellschaft für Brandverletzungen in Japan wurde er für 2006 bis 2008 zum Präsidenten der Organisation gewählt. Haberal eröffnete 2007 ein Kontaktbüro in München und 2008 eine Poliklinik für die von ihm gegründete Universität in Ümitköy, Ankara. Im Laufe seiner medizinischen Karriere hat Haberal 1730 Nierentransplantationen und 320 Lebertransplantationen durchgeführt. Dem wissenschaftlichen Verlag Elsevier zufolge soll Haberal von 1999 bis 2009 der türkische Forscher mit den meisten wissenschaftlichen Publikationen sein.

### Ergenekon-Ermittlungen
Mehmet Haberal wurde 2009 im Rahmen der Ergenekon-Ermittlungen zusammen mit anderen Universitätsdirektoren festgenommen. Haberal, den die Presse als Kemalist bezeichnet, steht unter Verdacht, zusammen mit anderen den Sturz der Regierung Recep Tayyip Erdoğans und seiner Partei AKP geplant zu haben. Er und die anderen Festgenommenen werden als Säkularisten bezeichnet, die Mustafa Kemal Atatürk verpflichtet sind und die AKP als Islamisten ansehen. Haberal soll dem ehemaligen Ministerpräsidenten Bülent Ecevit ein gefälschtes medizinisches Attest ausgestellt haben. Weiter wird ihm vorgeworfen, konspirative Treffen der Ergenekon-Gruppe in zwei Hotels in Ankara ausgerichtet zu haben. Dabei soll Haberal einen Putschplan mit dem Decknamen Sarıkız unterstützt haben.
Der damalige Oppositionsführer Deniz Baykal kommentierte die Ermittlungen kritisch: Das ist der Weg in den Faschismus. Weiter sagte er: Vor uns tut sich ein bitterer und finsterer Anblick auf. Wer das geplant und umgesetzt hat und wer dazu geschwiegen hat, nimmt vor der Geschichte eine schwere Verantwortung auf sich. Das kann man nur noch als Terror bezeichnen. Und das ist ohne jeden Zweifel auch ein(e Art) Putsch. Lassen Sie es mich klar aussprechen: Das ist natürlich ein politischer Putsch, ein Putsch der AKP, ein Putsch der Staatsanwaltschaft – was noch viel bitterer ist. Das US-amerikanische Magazin für außenpolitische Hintergründe Foreign Policy vermutet, dass die Fethullah-Gülen-Bewegung hinter den Festnahmen steckt. Der ehemalige türkische Präsident Süleyman Demirel soll Haberal den Angaben der türkischen Tageszeitung Hürriyet zufolge bei seiner Festnahme als Unterstützung verabschiedet haben. Dabei soll Haberal daran erinnert haben, dass er Demirel 1980 zur Zeit des Militärputsches in der Türkei auch in die Haft verabschiedet habe. Haberal ist noch immer inhaftiert und befindet sich in schlechtem Gesundheitszustand auf der Intensivstation des kardiologischen Instituts der Universität von Istanbul.
Nach mehrjährigen Verhandlungen wurden am 5. August 2013 die Urteile gesprochen. 21 der 275 Angeklagten – darunter ranghohe frühere Militärs, Journalisten, Akademiker und Mehmet Haberal selbst – wurden demnach freigesprochen.

### Politische Karriere
Bei der Parlamentswahl 2011 kandidierte Haberal für die Cumhuriyet Halk Partisi in der Provinz Zonguldak und wurde in die Nationalversammlung gewählt. Haberal konnte sein Amt als Abgeordneter nicht antreten, weil er bis Mitte 2013 in Untersuchungshaft saß. Bei der Eröffnung des Parlaments Anfang Oktober 2013 holte Haberal seinen Amtseid nach.

## Preise und Auszeichnungen
- 1983 wurde er mit dem Sedat-Simavi-Preis für Medizin ausgezeichnet.
- 2005 wurde er Mitglied im Fellow of the International college of Surgeons. Im selben Jahr wurde er zum Ehrenvorstandsmitglied des brasilianischen Brandwunden Vereins und bekam vom Kuweitischem Gesundheitsminister einen Preis für Lebenslange Verdienste verliehen.[1]
- 2006 hat er von zwei Universitäten in Aserbaidschan und Pakistan die Ehrendoktorwürde verliehen bekommen.[1]
- 2007 bekam er vom türkischen Gesundheitsminister eine Auszeichnung für seine Bemühungen zur Organspende und Organtransplantation und einen Preis auf der Veranstaltung First National Burns Week (dt.: erste nationale Brandwundenwoche) in Dubai verliehen.[1]
- 2008 bekam er einen Preis von Prinz Sultan bin Salman bin Abdulaziz Al Saud für seine Vorreiterrolle auf dem Feld der Nierentransplantation verliehen.[1]
- 2008 bekam er einen Preis von Prinz Raad bin Zeid für seine Vorreiterrolle auf dem Feld der Lebertransplantation verliehen.[1]
- 2008 bekam er einen Preis von der Dicle Universität, Diyarbakır, für seine Verdienste um die Organspende und Organtransplantation verliehen.[1]
- 2008 wurde Gastprofessor an der Washington University in St. Louis.[1]
- 2008 bekam er für seine Verdienste für die Internationale Gesellschaft für Brandverletzungen einen Preis verliehen.[1]
- 2008 bekam er die Ehrenmitgliedschaft am Prager Brandverletzungen Zentrum von Professor Dr. Radava Königova verliehen.[1]
- 2008 bekam vom Sindh Institute of Urology and Transplantation (dt.: Sindh Institut für Urologie und Transplantation) die Ehrenmitgliedschaftsplakete verliehen.[1]
- 2008 bekam er die Ehrenmitgliedschaft der Akademie der medizinischen Wissenschaften des Irans verliehen.[1]
- 2008 bekam er eine Auszeichnung der Middle East Society for Organ Transplantation (dt.: Vereinigung des Mittleren Ostens für Organ Transplantation) verliehen.[1]
- 2010 wurde Haberal von der amerikanischen Chirurgen-Vereinigung die Ehrenmitgliedschaft verliehen.[8]
- 2024 Medawar Prize

## Schriften
- Suçum ne (de: Was ist meine Schuld), Mehmet Haberal, (türkisch)
- Belgelerle Silivri Gerçeği (de: Mit Dokumenten die Silivri Warheit), Mehmet Haberal, Verlag: Solaris Kitabevi, (türkisch)
- Belgeler ve Gerçekler (de: Dokumente und Realitäten), Mehmet Haberal, (türkisch)
- Ülkemize hizmetin bedeli bu mu? (de: Ist das der Preis für meinem Dienst für unser Land), Mehmet Haberal, (türkisch)